# Elsa Jean
Elsa Jean, pseudonimo di Sapphire Howell (Canton, 1º settembre 1996), è un'ex attrice pornografica statunitense.

## Biografia
Nata nella città di Canton situata nella contea di Stark in Ohio, dopo aver ottenuto il diploma a 16 anni alla Hoover High School, ha proseguito gli studi presso la George Mason University in Virginia, con l'obiettivo di diventare un'assistente chirurgo.
Tuttavia, decide di abbandonare i suoi progetti e inizia a lavorare come spogliarellista nel 2015 e a 19 anni fa il suo ingresso nell'industria pornografica. Il suo nome d'arte deriva dalla principessa Disney Elsa, protagonista del film d'animazione Frozen - Il regno di ghiaccio.
Ha lavorato per diverse case di produzione tra cui Blacked, Evil Angel, New Sensations, Brazzers, Digital Sin e Vixen. È apparsa inoltre su diversi siti come Team Skeet, Babes e Ero Curves. Nota per la sua corporatura minute e per i capelli biondi, ha tatuato una rosa grigia sulla spalla destra e alcune colorate sul fianco sinistro.
Nel 2016 è stata nominata agli XBIZ Award come "Best New Starlet". Lo stesso anno, agli AVN Award, è stata scelta assieme a Jenna Sativa come "Trophy Girl". Nel 2017 ha vinto il premio "Best Sex Scene - Vignette Release" agli XBIZ Award per la scena All Natural Saints con Ryan Driller.
Nella sua carriera ha girato oltre 650 scene e ha ottenuto diverse premi, tra cui 2 AVN e XRCO e 1 XBIZ.
Nel novembre del 2021 ha annunciato la fine della sua carriera da attrice con le case di produzione pornografica per dedicarsi esclusivamente alla creazione di contenuti sul proprio canale Onlyfans. Nell'aprile 2023 durante un'intervista annunciato il suo ritiro dalla industria cinepornografica mainstream.
È stata sposata 3 volte.
Nel febbraio del 2023, l’allora fidanzato Bryn Forbes ex giocatore (tra gli altri) dei Minnesota Timberwolves è stato arrestato dopo averla picchiata, dopo un alterco in pubblico.

## Filmografia parziale

### Attrice
- 2015: Cum Inside Me 2 con Jason Brown
- 2015: Mommy Loves Young Muff 2 con Eva Long
- 2015: Wildest Beach in America con Cali Hayes
- 2016: Cheer Squad Sleepovers 19 con Scarlett Sage
- 2016: Women Seeking Women 134 con Alexis Fawx
- 2016: Women Seeking Women 135 con Vanessa Veracruz
- 2017: Girls Kissing Girls 21 con Brandi Love
- 2017: Lesbian House Hunters 14 con Reagan Foxx
- 2017: Mother-Daughter Exchange Club 49 con Syren De Mer
- 2017: Women Seeking Women 141 con Riley Nixon
- 2017: Women Seeking Women 142 con Alexis Fawx
- 2017: Women Seeking Women 144 con Romi Rain
- 2017: Women Seeking Women 148 con Lauren Phillips
- 2018: Cheer Squad Sleepovers 27 con Prinzzess
- 2018: Cheer Squad Sleepovers 29 con Jill Kennedy
- 2018: Lesbian Seductions: Older/Younger 64 con Brooke Haze

### Regista
- 2020: Star Directive: Elsa Jean

## Riconoscimenti
- AVN Awards
  - 2018 – Best All-Girl Group Sex Scene per Best New Starletes 2017 con Melissa Moore e Adria Rae[17]
  - 2021 – Best Girl/Girl Sex Scene per Elsa Jean: Influence con Emily Willis[18]
- XBIZ Awards
  - 2017 – Best Sex Scene - Vignette Release per All Natural Saints con Ryan Driller[19]
- XRCO Awards
  - 2017 – Best New Starlet[20]
  - 2021 – Best Star Showcase per Elsa Jean: Influence[21]